# Femme piquée par un serpent
Femme piquée par un serpent est une statue en marbre de 1847 du sculpteur français Auguste Clésinger (1814-1883), conservée au musée d'Orsay à Paris.

## Historique
Ce marbre, est commandé par l'industriel Alfred Mosselman, comme hommage à sa maîtresse Apollonie Sabatier qu’il a connu alors qu’elle avait 16 ans . La sculpture est l'objet d'un double scandale artistique et mondain au Salon de peinture et de sculpture de 1847, où elle est avec Les Romains de la décadence de Thomas Couture, l’œuvre la plus commentée du Salon.
D’une part, l’image suggestive d'une femme nue se tordant sous la piqûre d'un serpent symbolique enroulé autour de son poignet choque les contemporains. En effet, n’est ce pas la représentation de la jouissance d’une femme qui a un orgasme ? Pour la Revue des deux Mondes, c’est bien le cas : « le titre et le serpent sont des concessions faites au jury ! De qui se moque-t-on ! Cette femme ne souffre pas, elle jouit ! » .
D’autre part, pour cette œuvre, Clésinger a utilisé un moulage sur nature du corps de la demi-mondaine Apollonie Sabatier (1822-1890), maîtresse de Mosselman, puis passagèrement de Charles Baudelaire dont elle fut la muse. L'utilisation directe du moulage sur nature (gain de temps et de réalisme, comme l'atteste la reproduction de la cellulite en haut des cuisses) pour une sculpture était violemment contestée au XIXe siècle. Ami de Clésinger, Théophile Gautier orchestre le scandale mondain, lui valant ainsi un beau succès.
Clésinger exécute, à la fin de 1847, une variante intitulée Bacchante couchée, légèrement plus grande afin de répondre à ses détracteurs sur sa maitrise technique, qu'il expose au Salon de 1848. Elle se trouve en salle 4 du musée du Petit Palais. Critique d’art proche de Madame Sabatier et romancier, Théophile Gautier en dit « c’est le pur délire orgiaque, la Ménade échevelée qui se roule aux pieds de Bacchus, le père de liberté et de joie […] Un puissant spasme de bonheur soulève par sa contraction l’opulente poitrine de la jeune femme, et en fait jaillir les seins étincelants »… » et conclut son article en l’appelant « un des plus beaux morceaux de la sculpture moderne. »
|        |
| Devant |

|         |
| Arriére |

|                 |
| Détail, arrière |

|                         |
| Bacchante couchée, 1848 |

## Hommages
Le peintre américain Kehinde Wiley s'inspire de l'œuvre de Clésinger dans son tableau Femme piquée par un serpent (2008), tout en remplaçant la femme par un jeune Afro-américain noir habillé.